# متکازین (گلیمچه)

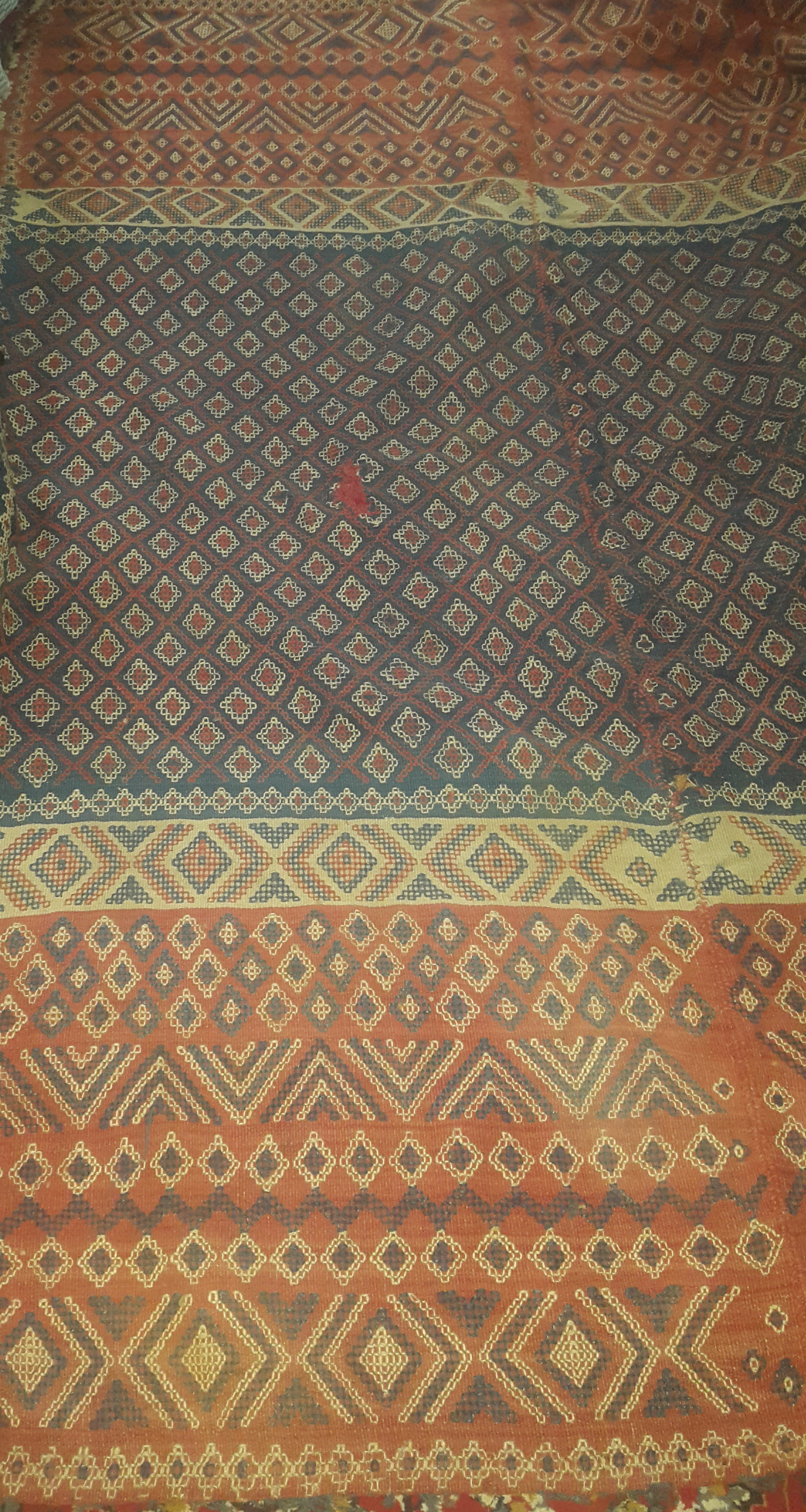
Ghelimche metkazin habibe khalili

گلیمچه متکازین یکی از صنایع دستی ایران است و دارای مهر اصالت یونسکو است.
گلیمچهمتکازین در حقیقت جاجیم است که به اشتباه به آن گلیمچه می‌گویند که محل تولید آن روستای متکازین از توابع استان مازندران می‌باشد. این دست‌بافته بر روی دستگاه نساجی سنتی بافته می‌شود. تار آن از نخ پنبه‌ای پرک و پرتاب می‌باشد و پود آن برای زمینه معمولاً از پشم قرمز یا سرمه‌ای است که همراه با نخ‌های سفید یا دیگر رنگ‌ها نقوش هندسی را بر روی آن نقش اندازی می‌نمایند. ابعاد جاجیم متکازین ۷۰×۱۲۰ الی ۱۰۰×۳۰۰ سانتیمتر بوده و بافت نقوش به صورت پودگذاری اضافی ایجاد می‌گردد. از این نوع گلیمچه به عنوان زیرانداز، روانداز، روکش پشتی، کوله چوپانان (چمتا) و … استفاده می‌شود.
در سایت گلیمچه که به تازگی تأسیس شده است می‌توانید نمونه‌هایی از گلیمچه را دیده و خرید کنید (گلیمچه سایتی برای خرید و فروش صنایع دستی هنرمندان ایران می‌باشد)